# Condado de Dorchester (Maryland)
El condado de Dorchester es un condado ubicado en el estado de Maryland es su costa este. En 2000, su población es de 30.674. Su nombre es el de los Earl of Dorset, familia amiga de los Calverts (familia fundadora de la colonia de Maryland). Su sede está en Cambridge. El periódico más antiguo es The Daily Banner.

## Historia
La primera referencia al Condado de Dorchester data de 1668 o 1669 cuando se nombró un alguacil para el condado.
En 1773 se formó el Condado de Caroline con partes de los condados de Queen Anne y Dorchester.

## Leyes y gobierno
El Condado de Dorchester es gobernado por comisionados de condado. Esta es la forma tradicional de gobierno de los condados de Maryland.

## Demografía
Según el censo de 2000, el condado cuenta con 30.674 habitantes, 12.706 hogares y 8.500 familias que residentes. La densidad de población es de 21 hab/km² (55 hab/mi²). Hay 14.681 unidades habitacionales con una densidad promedio de 10 u.a./km² (26 u.a./mi²). La composición racial de la población del condado es 69,45% Blanca, 28,39% Afroamericana, 0,23% Nativa americana, 0,66% Asiática, 0,00% De las islas del Pacífico, 0,39% de Otros orígenes y 0,89% de dos o más razas. El 1,26% de la población es de origen hispano o latino cualquiera sea su raza de origen.
De los 12.706 hogares, en el 27,30% viven menores de edad, 47,50% están formados por parejas casadas que viven juntas, 15,50% son llevados por una mujer sin esposo presente y 33,10% no son familias. El 28,20% de todos los hogares están formados por una sola persona y 13,50% incluyen a una persona de más de 65 años. El promedio de habitantes por hogar es de 2,36 y el tamaño promedio de las familias es de 2,86 personas.
El 23,30% de la población del condado tiene menos de 18 años, el 6,70% tiene entre 18 y 24 años, el 26,80% tiene entre 25 y 44 años, el 25,50% tiene entre 45 y 64 años y el 17,70% tiene más de 65 años de edad. La mediana de la edad es de 41 años. Por cada 100 mujeres hay 89,80 hombres y por cada 100 mujeres de más de 18 años hay 86,40 hombres.
La renta media de un hogar del condado es de $34.077, y la renta media de una familia es de $41.917. Los hombres ganan en promedio $29.014 contra $22.284 por las mujeres. La renta per cápita en el condado es de $18.929. 13,80% de la población y 10,10% de las familias tienen entradas por debajo del nivel de pobreza. De la población total bajo el nivel de pobreza, el 18,10% son menores de 18 y el 14,20% son mayores de 65 años.

## Ciudades y pueblos
El condado tiene oficialmente una ciudad y ocho pueblos.
- Ciudad:
  1. Cambridge (desde 1793)
- Pueblos:
  1. Brookview (desde 1953)
  2. Church Creek (desde 1867)
  3. East New Market (desde 1832)
  4. Eldorado (desde 1947)
  5. Galestown (desde 1951)
  6. Hurlock (desde 1892)
  7. Secretary (desde 1900)
  8. Vienna (desde 1833)

## Condado hermanado
- - Distrito de Düren, desde 2005